# Grand-Auverné
Grand-Auverné település Franciaországban, Loire-Atlantique megyében. Lakosainak száma 770 fő (2022. január 1.). Grand-Auverné Petit-Auverné, Riaillé, Moisdon-la-Rivière, La Meilleraye-de-Bretagne és Vallons-de-l'Erdre községekkel határos.

## Népesség
A település népességének változása:
| Lakosok száma | 1051 | 877  | 754  | 711  | 807  | 776  | 768  | 769  | 769  | 770  |
|               | 1968 | 1982 | 1990 | 2006 | 2013 | 2015 | 2017 | 2019 | 2020 | 2022 |